# Мамедов, Тимур Мамедович
Тимур Мамедович Мамедов (азерб. Timur Məmməd oğlu Məmmədov; 29 июля 1974) — советский, российский и азербайджанский футболист.

## Карьера
Профессиональную карьеру начинал в бакинском клубе «МЦОП «Динамо»». В 1992 году играл за «Альтаир‑Хеллинг» Дербент. Далее выступал за азербайджанский клуб «Шахдаг» Кусары В 1996 году вернулся в «Дербент», после чего вновь вернулся в «Шахдаг». В 2000 году перешёл в махачкалинское «Динамо», за которое дебютировал 7 августа 2000 года в домашнем матче против «Моздока». 25 октября 2000 года в домашнем матче против таганрогского «Торпедо» забил 4 мяча. В 2001 году выступал за «Шахдаг»